# Kayo Dot
I Kayo Dot sono una band di avant-garde rock statunitense fondata nel 2003 da Toby Driver. Hanno pubblicato il loro primo album nello stesso anno sulla label di John Zorn, la Tzadik.
La musica dei Kayo Dot è a cavallo fra diversi generi, quali metal, post-rock, progressive rock, jazz, avant-garde, musica classica e musica da camera. Le loro canzoni presentano strutture e composizioni complesse (realizzate tutte dal cantante e frontman Toby Driver. Sono molto più lunghe delle tipiche canzoni rock; spesso durano dagli 8 ai 15 minuti.
I Kayo Dot integrano potentemente elementi di composizione avanguardista, ma con chitarre e voci di stile più simile a generi come rock e metal. Con un'impostazione severa nella forma ma malleabile nell'esecuzione, i Kayo Dot usano una vasta gamma di strumentazione per creare una convergenza pressoché spirituale di caos e calma, violenza e delicatezza.

## Membri
- Toby Driver - voce, chitarra, clarinetto
- Greg Massi - chitarra
- John Carchia - chitarra
- Mia Matsumiya - violino, viola, campana
- Ryan McGuire - basso, tastiera
- Forbes Graham - tromba, euphonium, chitarra, voce
- Tom Malone - batteria

## Discografia
- 2003 - Choirs of the Eye
- 2006 - Dowsing Anemone With Copper Tongue
- 2008 - Blue Lambency Downward
- 2010 - Coyote
- 2012 - Gamma Knife
- 2013 - Hubardo
- 2014 - Coffins On Io
- 2016 - Plastic House on Base of Sky
- 2019 - Blasphemy
- 2021 - Moss Grew on the Swords and Plowshares Alike

Split
- Kayo Dot / Bloody Panda
- 2009 - Champions of Sound 2008 (Con Pelican, Zozobra e Steve Brodsky)

Live
- Live in Bonn

EP
- Stained Glass